# Jerry Ordway

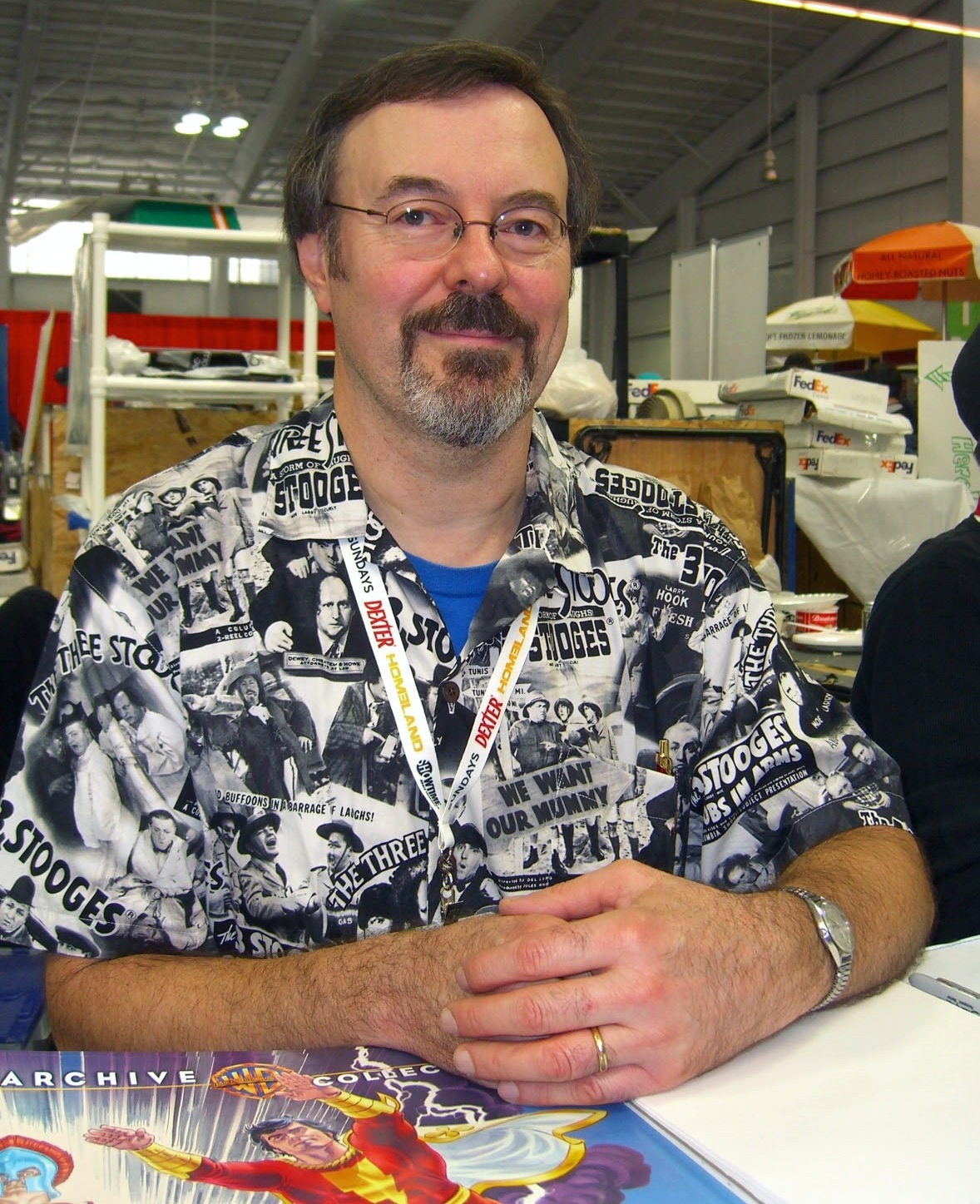
Jerry Ordway, 2012

Jerry Ordway (* 28. November 1957) ist ein US-amerikanischer Comicautor und -zeichner.

## Leben und Arbeit
Ordway begann Anfang der 1980er Jahre, als Tuschezeichner für den US-amerikanischen Verlag DC-Comics zu arbeiten. Dort beteiligte er sich zunächst an der Gestaltung von Serien wie All-Star Squadron und Infinity Inc. 1986 wurde Ordway mit der tuschezeichnerischen Überarbeitungen von George Pérez’ Bleistiftvorzeichnungen für die kommerziell äußerst erfolgreiche Maxiserie Crisis on Infinite Earths engagiert.
Ende der 1980er Jahre wurde Ordway dem Autor Marv Wolfman als Zeichner für die Serie Adventures of Superman zur Seite gestellt. Nach Wolfmans Ausscheiden als Autor von Adventures of Superman 1989 übernahm Ordway sowohl die Autoren- als auch die Zeichneraufgaben für die Serie Superman, neben Adventures of Superman und Action Comics zu dieser Zeit die Hauptserie um den berühmten Superhelden vom Planeten Krypton. Nachdem er knapp zwei Jahre lang von 1989 bis 1991 als Autor und Zeichner für die Superman-Serie gearbeitet hatte, wechselte Ordway zurück zu Adventures of Superman, während der bisherige Autor und Zeichner von Adventures, Dan Jurgens, die Superman-Reihe übernahm. Nachdem Ordway die Adventures of Superman erneut knapp zwei Jahre verfasst hatte, schied er 1993 mit der Jubiläumsnummer #500 als Autor und Zeichner der Serie aus, um sich anderen Projekten zu widmen. Seine Nachfolger wurden Karl Kesel als Autor und Tom Grummett als Zeichner. Ordways häufigster künstlerischer Partner an Superman war dabei der Colorist Glenn Whitmore, der ihn auch bei seinem folgenden Projekt The Power of Shazam sekundieren sollte.
Ab 1995 übernahm Ordway Autorenschaft und Zeichnungen für die Serie The Power of Shazam um den magischen Superhelden Captain Marvel. Der Serie blieb Ordway über 47 Ausgaben und genau vier Jahre bis 1999 treu.
1999 arbeitete Ordway kurzzeitig an einigen Marvel-Reihen wie Hulk und Die Rächer. 2000 folgten die Miniserien Domination Factor: Avengers und Domination Factor: Fantastic Four.
2001 unterstützte er den Comicveteranen Stan Lee bei dessen Projekt Just Imagine und zeichnete die Ausgabe Just Imagine Stan Lee with Jerry Ordway Creating the JLA.
Seither hat Ordway sich vor allem als Fill-In-Zeichner beteiligt, so unter anderem für Superman: The Man of Steel 1,000,000, Joker: Last Laugh Secret File #1 und Wonder Woman #189–194 (2003).

## Bibliographie
- Adventures of Superman: Als Zeichner: #426 (1987), 443, 445–451, 453–456; als Autor und Zeichner: 480–500 (1991–1993), 539–540 (1996), 558–562 (1998), 564–567
- Adventures of Superman Annual: #2 (1987)
- Americomics: #2 (1983)
- The Avengers: #17–18 (1999)
- The Batman Chronicles: #7 (1997)
- Doomsday Annual: #1 (1995)
- Hulk: #9–11 (1999)
- Joker: Last Laugh Secret File: #1
- The Power of Shazam: Als Autor und Zeichner: #1–49 und 1.000.000 (1995–1999)
- The Power of SHAZAM! Annual: #1
- Showcase ’96: #7 (1996)
- Superman: Als Autor und Zeichner: #29, 31, 34–47, 49–55
- Superman: The Legacy of Superman: #1
- Superman: The Man of Steel: #1,000,000
- Wonder Woman: Als Zeichner: #189–194 (2003)
- Zero Hour: 4-0 (1994)